# Bariera informacyjna
Bariera informacyjna – przeszkoda, która zakłóca proces przepływu informacji od jej twórcy do użytkownika. Pojawia się zawsze wtedy, gdy występuje rozbieżność między idealną a aktualną dostępnością opublikowanej informacji. Powoduje utrudnienie, opóźnienie lub uniemożliwienie dostępu do informacji.
W szerszym rozumieniu przez bariery informacyjne rozumie się trudności, jakie pojawiają się podczas poszukiwania informacji, jej wykorzystywania i rozpowszechniania.
Bariery informacyjne rodzą się zazwyczaj równocześnie wraz z potrzebami informacyjnymi, gdyż następuje powiązanie z cechami użytkownika informacji, czy jego możliwościami w otoczeniu zewnętrznym. Użytkownik informacji, odczuwający potrzebę informacyjną próbuje dotrzeć do informacji poprzez rozmaite kanały (formalne i nieformalne), gdzie może napotykać przeszkody, które utrudniają bądź spowalniają proces jej poszukiwania informacji. Napotkane w tej sytuacji blokady, czy spowolnienia nazywamy barierami informacyjnymi.

## Rodzaje barier informacyjnych
Wyróżniamy następujące rodzaje barier informacyjnych:
- bariera dostępności – niezgodność między faktem istnienia informacji a jej niedostępnością dla użytkownika;
- bariera komunikacyjna – błędy w dokumentowaniu, zniekształcenia streszczeń, błędy tłumaczenia, druku i inne;
- bariera treściowa – brak nowości, słaba wiarygodność informacji, niedostateczna oryginalność opracowań, powtarzanie się informacji;
- bariera psychologiczna – uprzedzenia użytkownika do autora informacji, koncepcji naukowej lub też niechęć do wykorzystywania cudzej informacji;
- bariera ekonomiczna – m.in. ograniczona baza materialna: finanse, wyposażenie, kłopoty kadrowe[3];
- bariera technologiczna – opóźniania technologii w stosunku do ilości dokumentów pierwotnych;
- bariera językowa – związana z brakiem stosownych umiejętności językowych przez nadawcę i/lub odbiorcę;
- bariera terminologiczna – związana ze stosowaniem terminów czy pojęć nie rozumianych przez jedną ze stron;
- bariera administracyjna – powiązana z panującymi przepisami i regulaminami;
- bariery polityczne - powiązana z bieżącą sytuacją polityczną;
- bariery wynikające z ochrony praw własności intelektualnej i przemysłowej – związane z zabezpieczeniami przed naśladownictwem.

Inny podział uwzględnia cztery grupy barier informacyjnych:
- związane z osobą użytkownika – głównie bariery psychologiczne i edukacyjne;
- interpersonalne – ujawniają się, jeżeli źródłem informacji jest osoba lub jeśli kontakt z drugą osobą jest konieczny w celu uzyskania dostępu do źródła informacji;
- środowiskowe – związane z szerszym otoczeniem użytkownika; m.in. bariery ekonomiczne, geograficzne i kulturowe;
- związane ze źródłami informacji – mogą dotyczyć np. utrudnionego dostępu do źródła, braku jego wiarygodności lub aktualności[4].

Część barier dotyka użytkownika niezależnie od jego świadomości (bariery obiektywne). Pozostałe powstają poprzez jego świadomość (bariery subiektywne). Jest to podział barier informacyjnych wg H. Engelberta.
Bariery informacyjne można podzielić na te, które są niezmiennie utrudnieniem dla użytkowników informacji oraz takie, które zależą od określonych warunków, związanych z aktualną sytuacją.

## Typologia barier informacyjnych[1]

### Według T.D. Wilsona
- Bariery związane z użytkownikiem informacji
- Bariery interpersonalne
- Bariery środowiskowe
- Bariery związane ze źródłami informacji

### Według M. Line, S. Vickers
- Bariery Społeczne i edukacyjne
- Bariery Ekonomiczne
- Bariery Fizyczne
- Bariery Językowe

### Według E. Wedernikowa
- Bariery dostępności
- Bariery komunikacyjne
- Bariery psychologiczne
- Bariery ekonomiczne
- Bariery treściowe

### Bariery w korzystaniu z internetu według D. Ming
- Słaba organizacja dokumentów, spowodowana niewłaściwymi skierowaniami i linkami, utrudniająca ich wyszukiwanie
- Niewystarczające narzędzia wyszukiwawcze, które nie dają możliwości szybkiego wyszukania dokumentów
- Nietrwałość dokumentów w Internecie
- Ogromna ilość aktualnych dokumentów utrudniająca znalezienie oryginalnego źródła
- Ograniczony dostęp do niektórych dokumentów lub jego brak.

### Bariery informacyjne w poszukiwaniu informacji (R. Savoleinen)
- Bariery afektywne (bariery emocjonalne ze względu na możliwość narażenia się na niechciane informacje) – bariery emocjonalne ze względu na ryzyko nadmiernego wkładu psychicznego w poszukiwaniu informacji – bariery emocjonalne ze względu na ryzyko wystąpienia trudności w korzystaniu z systemów informatycznych
- Bariery kognitywne
- Bariery socjokulturowe (bariery związane z problemami językowymi – bariery związane ze stygmatyzacją społeczną i kulturowym tabu – bariery związane z małymi światami – bariery instytucjonalne – bariery organizacyjne – bariery wynikające z braku kapitału społecznego i gospodarczego).

### Bariery w dzieleniu się wiedzą i informacją
Bariery wynikłe podczas dzielenia się wiedzą i informacją najczęściej powstają pod wpływem barier interpersonalnych, będących wynikiem zachowań ludzkich w kontakcie bezpośrednim lub za pośrednictwem technologii. Istnieją cztery podstawowe grupy barier występujących w dzieleniu się wiedzą i informacją:
- Bariery związane z czynnikami indywidualnymi – wynikają z charakterystyki osób będących źródłem informacji i wiedzy, ich cech osobistych takich jak typ osobowości, kulturowość, posiadanych zasobów informacji i wiedzy i chęci dzielenia się nimi.
- Bariery środowiskowe i organizacyjne – związane z dalszym i bliższym otoczeniem jednostek i organizacji, np. kultura organizacji, struktura, kierownictwo, atmosfera, infrastruktura.
- Bariery technologiczne – wynikające z nieodpowiednich lub nieefektywnych technologii informacyjno-komunikacyjnych.
- Bariery związane ze specyfiką wiedzy i informacji – związane z różnorodnością postaci zasobów wiedzy i informacji, stopniem ich dostępności, jakością i relewantnością.

### Bariery a potrzeby i zachowania informacyjne
Bariery informacyjne stanowią zmienne o charakterze negatywnym dla potrzeb i zachowań informacyjnych. Potrzeby informacyjne są powodem dla których użytkownik podejmuje działania dotarcia do informacji, skorzystanie z niej bądź wykorzystania (działalności te nazywamy natomiast zachowaniami informacyjnymi). Bariery nie istniały by bez samych potrzeb informacyjnych użytkownika i są silnie związane z jego cechami i warunkami panującymi jego otoczeniu. Bariery wywierają negatywny wpływ na potrzeby i zachowania informacyjne.
Według A. Lantza źródłem barier informacyjnych w tej sytuacji są:
- Zasoby wewnętrzne tj. wiedza i umiejętności jednostki.
- Przygotowanie wewnętrzne (postawy, opinie, emocje jednostki).
- Zasoby zewnętrzne (warunki ekonomiczne, materiał, czas).
- Przygotowanie zewnętrzne (regulacje prawne, struktura społeczeństwa, postawy, opinie i emocje powstające w grupie).